# John Austin (rättsfilosof)
John Austin, född 3 mars 1790 i Creeting Mill, Suffolk, död 1 december 1859 i Weybridge, Surrey, var en engelsk rättsfilosof och känd som en förgrundsfigur inom rättspositivismen. 
Austin var advokat mellan 1818 och 1826, då han blev erbjuden en lärostol i rättsvetenskap vid det nystartade Londonuniversitetet. Han ansåg att rättsvetenskap handlade om att studera positiv rätt och han definierade en suverän som person eller grupp av personer som vanemässigt åtlyds i ett givet samhälle. Austin tillhörde den utilitaristiska kretsen kring Bentham och hans efterföljare.

### Fotnoter
1. 1 2  SNAC, SNAC Ark-ID: w6tt8011, läs online, läst: 9 oktober 2017.[källa från Wikidata]
2. ↑  Darryl Roger Lundy, The Peerage, The Peerage person-ID: p39171.htm#i391709, läst: 9 oktober 2017.[källa från Wikidata]
3. ↑  Encyclopædia Britannica, Encyclopædia Britannica Online-ID: biography/John-Austintopic/Britannica-Online, läst: 9 oktober 2017.[källa från Wikidata]
4. ↑  Gemeinsame Normdatei, läst: 30 december 2014.[källa från Wikidata]
5. 1 2 3 4  Kindred Britain, läs online.[källa från Wikidata]
6. ↑  The Peerage person-ID: p39171.htm#i391709, läst: 7 augusti 2020.[källa från Wikidata]
7. 1 2  Darryl Roger Lundy, The Peerage.[källa från Wikidata]

### Allmänna källor
- Austin, John i Nordisk familjebok (andra upplagan, 1922)
- Donald Borchert (red.) Encyclopedia of Philosophy, 2nd ed. (2006).